# Edvard Kocbek
Edvard Kocbek (Sveti Jurij ob Ščavnici, 27. rujna 1904. – Ljubljana, 3. studenog 1981.) bio je slovenski pjesnik, pisac, esejist, prevoditelj, politički aktivist i borac u pokretu otpora protiv fašizma. Godinama je uređivao i pisao za časopis Dejanje. Njegova zbirka ratnih novela Strah in pogum (hrv. Strah i hrabrost) izazvala je polemiku zbog subjektivnih ocjena etičkih problema u NOR-u. Pisao je i objavljivao filozofske eseje te prevodio francuske prozaike. Objavio je i uspomene iz Narodnooslobodilačkog rata pod nazivom Tovarišija.

## Životopis i djelo
Nižu srednju školu završio je u Ptuju, a višu srednju pohađao je u Mariboru. Bio je prva generacija koja je nastavu slušala na slovenskom. Svi dotadašnji učenici te klasične gimnazije dio nastave slušali su na njemačkom jeziku.
Studirao je teologiju, pa je nakon dvije godine napustio studij i nastavio sa studijem romanistike u Ljubljani. Nakon studija u Berlinu i Parizu službovao je kao profesor francuskog u Bjelovaru, Varaždinu i Ljubljani, gdje se aktivno uključio u slovenski kulturni i politički život. Tu je postao jedan od ideoloških vođa katoličke kulturne ljevice i urednik njene revije Dejanje (1938. – 1943.). Godine 1941. bio je, kao predstavnik kršćanskih socijalista, jedan od utemeljitelja Osvobodilne fronte, a kasnije također i član njenih najviših tijela.
Kocbekov opus obuhvaća poeziju, dnevničko-pripovjednu prozu, filozofske, teološke i političke studije, rasprave, eseje i članke.
| Poezija (pjesničke zbirke):                                                                          | Proza:                                                                                        | Dramatika:                                                                     |
| --- | --------------------------------------------------------------------------------------------- | ------------------------------------------------------------------------------ |
| - Prve pesmi (1924.), - Zemlja (1934.), - Groza (1963.), - Poročilo (1969.), - Zbrane pesmi (1977.). | - Tovarišija (1949.), - Strah in pogum (1951.), - Listina (1967.), - Krogi navznoter (1977.). | - Plamenica (192?), - Mati in sin (okoli 1920.), - Noč pod Hmeljnikom (1943.). |

## Vanjske poveznice
- Kocbek na www.svarog.org
- Poetry International Web
- Kocbek na www.rtvslo.si
- Brošura o Edvardu Kocbeku
- Spominska znamka
- Novice na 24ur.com  Arhivirana inačica izvorne stranice od 13. ožujka 2005. (Wayback Machine)